# A. C. Afragolese
El Atletico Calcio Afragolese es un club de fútbol de Italia, con sede en Afragola, en la región de Campania. Fundado en 1944, actualmente milita en la Serie D, el cuarto nivel del fútbol italiano.

## Historia
El club fue fundado en 1944 por el presidente Ciaramella. En el período de posguerra, participó en la Serie C (1946-1948), antes de descender a la Promozione debido a una reforma de los campeonatos. En 1950, por iniciativa del presidente Corrado, el equipo cambió sus colores oficiales, reemplazando el violeta por el rojo y azul.

Durante las décadas siguientes, el club jugó en categorías regionales, destacando la conquista del campeonato de Promozione Campania-Molise en 1980-81. La Afragolese ganó el grupo I del campeonato Interregionale en 1982-83 y ascendió a la Serie C2, en ese entonces la cuarta división del Calcio. El equipo permaneció en Serie C2 durante seis temporadas y entre sus entrenadores se contó con Canè, exfutbolista brasileño del Napoli.
En 1990, el club fue excluido de las competiciones oficiales tras ser sancionado por una infracción de tipo administrativo. En 1991, el presidente Laudiero refundó el equipo mediante la adquisición del título deportivo del Silvana Grumese, confiando la dirección técnica a su hermano Gaetano, exjugador de la Casertana. Tras años de resultados irregulares entre Promozione y Eccellenza, el club logró el ascenso en la temporada 2003-04 bajo la presidencia de Antonio Credendino, pero desapareció definitivamente en 2006. La entidad fue reactivada en 2013 tras adquirir el título del Granata 1924, participando en el campeonato de Prima Categoria (séptima división).
En la temporada 2019-20, logró el ascenso a Serie D gracias a una decisión de la Lega Nazionale Dilettanti (Liga Nacional Amateurs) relacionada con la pandemia de COVID-19.
En la temporada 2023-24, el equipo logró un récord nacional al terminar la liga invicto (24 victorias y 10 empates), siendo el único club italiano en lograr tal hazaña ese año. Ese mismo año, el club vivió un nuevo cambio estructural: el empresario Raffaele Niutta cedió el título deportivo a la ciudad de Casalnuovo di Napoli (naciendo el club Real Casalnuovo), mientras otro empresario, Raffaele Mosca, adquirió un título federativo del Atletico Calcio de Cardito y renombró al equipo como Atletico Calcio Afragolese.

## Estadio
Desde 1976, el equipo juega sus partidos como local en el Stadio Luigi Moccia, ubicado en Afragola, con una capacidad de 7.000 espectadores.

## Palmarés

### Torneos nacionales
- Campionato Interregionale (1): 1982-83 (Grupo I)

### Torneos regionales
- Eccellenza Campania (2): 2019-20 (Grupo A), 2024-25 (Grupo A)
- Promozione (4): 1980-81 (Grupo A); 1996-97 (Grupo A); 2003-04 (girone B); 2015-16 (Grupo B)
- Prima Categoria (2): 1974-75 (Grupo ?); 2013-2014 (Grupo A)
- Coppa Italia Dilettanti Campania (1): 2019-20[13]